# Liturgie des Saints Dons présanctifiés

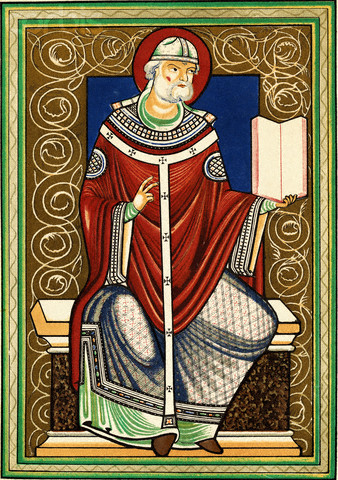
Saint Grégoire Ier le Grand qui aurait rédigé le rituel de la Liturgie des Saints Dons.

La Liturgie des Saints Dons présanctifiés, plus communément appelée, dans l'aire francophone, Liturgie des présanctifiés est une cérémonie des Églises d'Orient — Églises orthodoxes et Églises catholiques de rite byzantin — célébrée les jours de semaine du Grand Carême : lors de la communion, les Saints Dons (le Corps et le Sang du Christ) ont été consacrés à l'avance, d'où le nom de la cérémonie ; cette Divine Liturgie n'a pas d'anaphore.
Les Dons présanctifiés sont utilisés les jours de semaine du Grand Carême, période de repentance, de jeûne et de prière, lorsque la communion est le plus souvent demandée. Toutefois, la Divine Liturgie a un sens joyeux peu en rapport avec le caractère sombre du Carême ; aussi la liturgie des Dons présanctifiés lui est substituée. Bien que ce service puisse être exécuté du mardi au vendredi de semaine du Grand Carême, la pratique la plus courante des paroisses est de ne la célébrer que les mercredis, les vendredis et lors des fêtes tombant un jour de semaine où l'on chante un polyéléos. Le Typicon prescrit aussi la liturgie des Dons présanctifiés pour le jeudi du Grand Canon d'André de Crète (cinquième jeudi du Grand Carême — P - 17) et pour les trois premiers jours de la Semaine sainte.

## Célébration

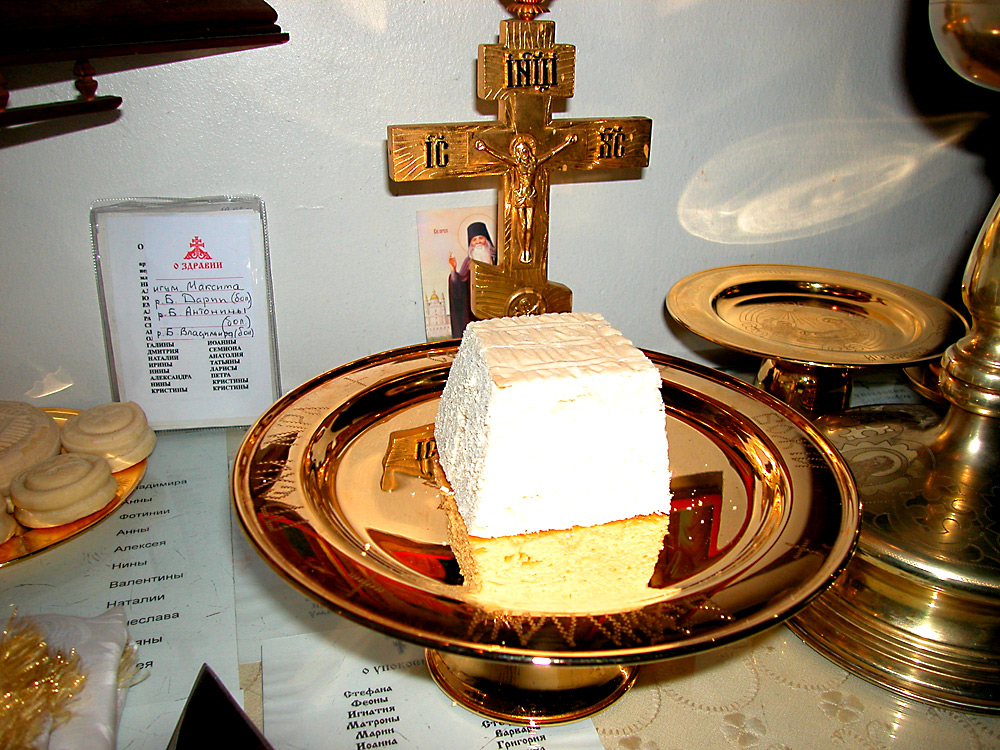
Le pain consacré (appelé aussi « Agneau ») disposé sur la patène lors de la proscomidie. Sur la gauche, d'autres prosphores qui seront utilisés au cours de l'office.

Le résumé qui suit est extrait du Liturgicon (rituel de messe),,.
La liturgie des Saints Dons a au début la même structure que les Vêpres des temps de Carême. Après la bénédiction initiale, identique à celle de la liturgie de saint Jean Chrysostome, le service continue normalement jusqu'au kathisma dont les trois stases (subdivisions) sont traitées comme trois antiennes avec des prières silencieuses comme lors de la Divine Liturgie.
Si le pain consacré est déjà sur la Table de prothèse, le prêtre le dispose sur la patène, verse le vin et l'eau dans le calice, les couvre et les encense ; sinon, le pain consacré est placé sur la patène, couvert et encensé lors de la première antienne. Lors de la seconde antienne, le prêtre, précédé d'un diacre tenant un cierge, fait trois fois le tour de la sainte table, encensant chaque fois les Dons par un signe de croix. Lors de la troisième antienne, le prêtre se prosterne devant la patène, qu'il porte ensuite sur la tête, précédé du diacre portant le cierge et l'encensoir, jusqu'à la table de prothèse ; il y dépose la patène, verse le vin et l'eau dans le calice, couvre et encense les Saints Dons.
Après le cathisme, on chante le lucernaire, puis l'hymne Lumière Joyeuse. On chante les prokiménons du Triode, et non celui du jour de la semaine ; il y a deux parémies (lectures de l'Ancien Testament, tirées de la Genèse et des Proverbes pendant le Carême, tirées de l'Exode et de Job pendant la Semaine Sainte) entre lesquelles le peuple se prosterne alors que le prêtre présente la lumière en disant : « La lumière du Christ illumine tous les hommes ». Puis on chante le psaume 140 en alternance entre le chantre (qui chante les versets) et le chœur (qui chante le refrain). De part et d'autre de la Grande Entrée, on dit la prière de saint Ephrem avec les trois prosternations.
La Grande Entrée est similaire à celle de la Divine Liturgie, sauf que le texte que le chœur chante est différent, et annonce que la consécration a déjà été accomplie. C'est le prêtre, plutôt que le diacre, qui porte le patène : il tient celle-ci plus haut que le calice ; l'entrée a lieu dans un silence absolu, alors que chacun exécute une prosternation complète (les fidèles s'agenouillent et mettent le front au sol).
La litanie de demandes qui suit débouche sur le Notre Père, puisqu'il n'y a pas d'anaphore. Le célébrant dit "Les saints Dons présanctifiés aux Saints", et le chœur chante le verset de communion propre à cette liturgie : "Goûtez et voyez combien le Seigneur est bon."
Le clergé communie comme à l'ordinaire, mais dans un silence total. Les portions du pain réservées aux fidèles sont disposées dans le calice avec du vin non consacré. L'opinion varie quant à savoir si ce vin non consacré peut être considéré comme le sang du Christ. Ceci a des conséquences liturgiques secondaires.

### Préparation
Le dimanche précédent, le pain (appelé aussi "agneau", "hôte", "hostie") a été préparé et consacré en quantité suffisante pour toutes les liturgie de la semaine à venir. Des pains supplémentaires, nécessaires pour d'autres ligurgies, comme la Divine Liturgie, sont préparés selon les mêmes rites. Juste après la consécration, avant la communion du clergé, on procède à l'intinction du pain consacré avec le vin consacré ; cette pratique n'est pas partout observée. Le pain consacré, humecté de vin consacré, est réservé dans une custode destinée à cet effet.

## Histoire
La liturgie des Dons présanctifiés est d'abord rapportée par le futur pape Grégoire ier (540-604), qui avait été légat du page Pélage ii à Constantinople. On supposa qu'il avait été l'auteur de la liturgie des Saints Dons. On admet aujourd'hui qu'il n'a fait que rapporter des coutumes qui étaient déjà en vigueur à Constantinople. Toutefois, on le célèbre toujours comme l'initiateur de ce rite
Cette liturgie est aussi mentionnée dans le Canon 52 du Concile in Trullo in 692 :
« 
Tous les jours de la sainte fête du Carême, sauf lors du Sabbath (c'est-à-dire le samedi), le jour du Seigneur (dimanche), et lors des saints jours de l'Annonciation, on doit servir la liturgie des Dons présanctifiés (Canon 52).
 »

## Autres traditions liturgiques
Bien que la liturgie des Dons présanctifiés ait pour source initiale les Églises orientales de rite byzantin, elle est pratiquée par d'autres Églises chrétiennes.
Dans la liturgie de l'Église catholique romaine, il existait jusqu'à la réforme de la Semaine Sainte de 1955, au Vendredi saint, un rite appelé « Messe des Dons présanctifiés ». Là où l'office traditionnel comprenait, comme dans le rite byzantin, le geste de fraction du Pain consacré (qui figure le sacrifice du Christ), l'office issu des réformes liturgiques commencées en 1955 est appelé aujourd'hui officiellement « Office de la Passion du Seigneur ». Comme cette liturgie ne comporte ni sanctification des offrandes, ni fraction du Pain, il ne s'agit pas d'une messe, mais d'une célébration où l'on communie aux offrandes ayant été consacrées lors de la messe du Jeudi saint.
Pour la communauté anglicane des États-Unis, le Missel indique aussi que les instruments de la communion du Vendredi saint soient sanctifiés lors de la messe du Mardi saint.
La liturgie des Dons présanctifiés était autrefois en usage dans les Églises syriaques orthodoxes et l'Église catholique syriaque mais elle est aujourd'hui tombé en désuétude presque partout. Toutefois, elle continue d'être en usage, selon une variante ancienne, dans l'Église malankare orthodoxe en Inde et dans l’Église apostolique arménienne.

#### Textes liturgiques
- Texte complet de la liturgie des Dons présanctifiés en grec ;
- Texte complet de la liturgie des Dons présanctifiés en slavon d'église ;
- Traduction anglaise de la liturgie des Dons présanctifiés d'après le site de l'Archidiocèse d'Amérique ;
- Texte anglais de la liturgie abrégée utilisée dans l'Église catholique de Ruthénie ;
- Textes parallèles ukrainien et anglais de la liturgy des Dons présanctifiés.